# TV Universal
TV Universal é um canal de televisão brasileiro com sede em São Paulo, SP. Pertencente à Igreja Universal do Reino de Deus, transmite conteúdo direcionado aos fiéis da instituição e de evangelismo 24 horas por dia via streaming, através da plataforma Univer Vídeo, bem como através da televisão aberta por meio de arrendamentos de faixas horárias de outras emissoras.

## História
A TV Universal foi fundada em 2011 pela Igreja Universal do Reino de Deus. A Rede Família encerrou suas transmissões e passou a transmitir somente o conteúdo da emissora, que antes era restrito apenas para a internet. Ela também gera conteúdo próprio de outras cidades com templos/igrejas da Universal para emissoras arrendatárias.
Em 27 de outubro de 2013, a Igreja Universal arrendou 22 horas da programação da Rede 21 e horários nas madrugadas da Rede Bandeirantes para exibir a programação de sua emissora, a TV Universal. Isso resultou na retirada do espaço que antes pertencia à TV Mundial, emissora da Igreja Mundial do Poder de Deus.

## Emissoras
| Grupo                             | Emissora      | Cidade                  | Canal   | Prefixo |
| --------------------------------- | ------------- | ----------------------- | ------- | ------- |
| Rede Brasil de Comunicação        | TV Templo     | São Paulo / Barueri, SP | 10 (32) | RTV     |
| Grupo Luiz Moreira de Comunicação | TV Ouro Negro | Salvador, Bahia         | 9 (26)  | RTV     |

### Parcerias
- CNT (2014–presente)
- Rede 21 (2013–2022; 2024–presente)
- CBI (2022–presente)